# Kaunisrivier
Kaunisrivier (Zweeds - Fins: Kaunisjoki) is een rivier die stroomt in de Zweedse  gemeente Pajala. De rivier ontstaat met diverse van haar bronrivieren in een grote moerassige vallei waar ook de Ainettirivier ontspringt. Voert die laatste het water zuidwaarts, de Kaunisrivier stroomt oostwaarts. Ze is inclusief langste bronrivier 72,67 km lang.
Afwatering: Kaunisrivier → Muonio → Torne → Botnische Golf